# Naturminnen i Huddinge kommun

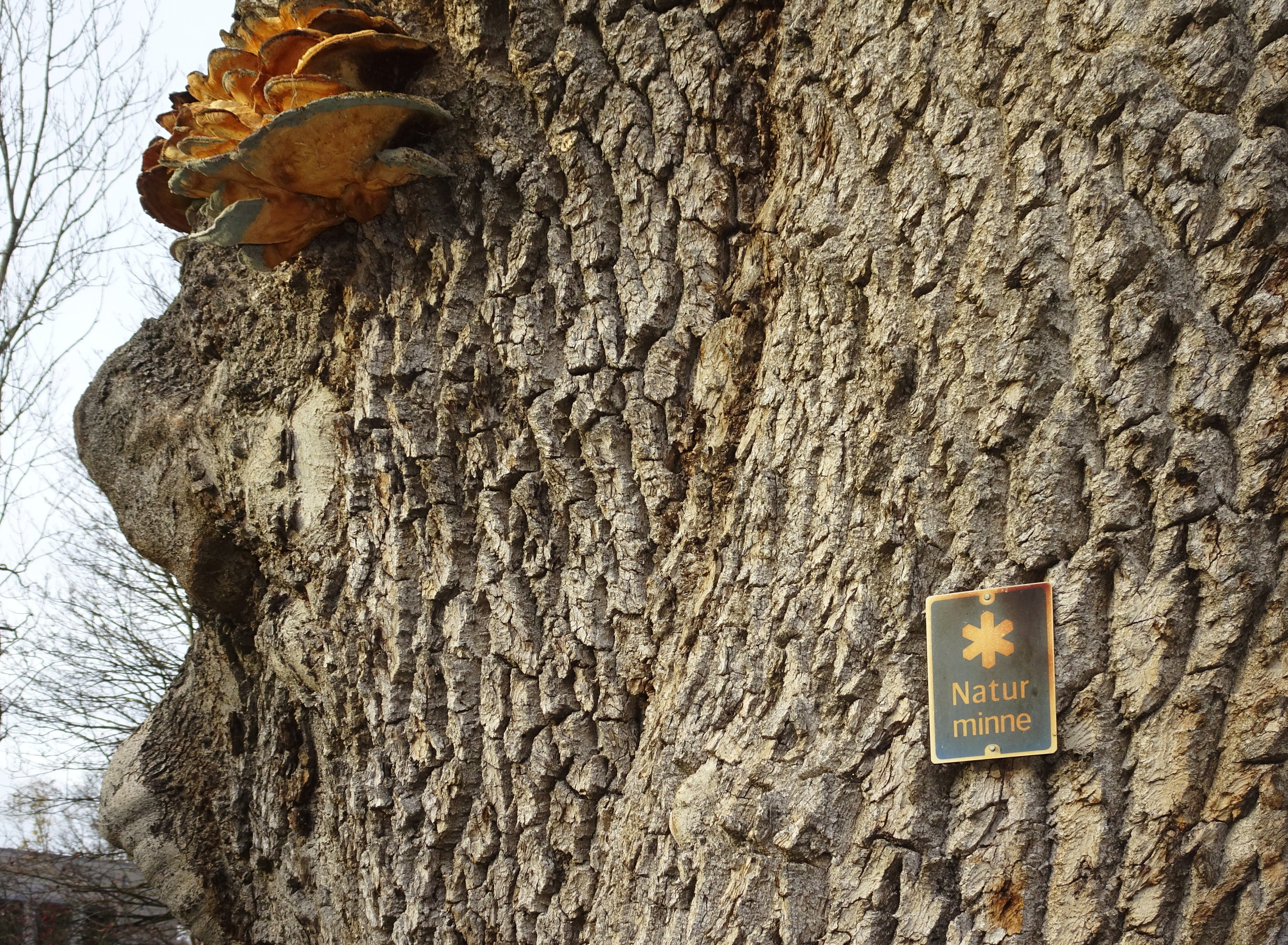
Asken i Vårby källas park med 577 cm stamomkrets är Sveriges näst största.

Naturminnen i Huddinge kommun utgörs av 13 objekt bestående av tio ekar, en ask och två flyttblock som är sammanfattade till elva naturminnen. Två av dem har egna namn: Hagstaeken och Biskopsstenen.

## Allmänt

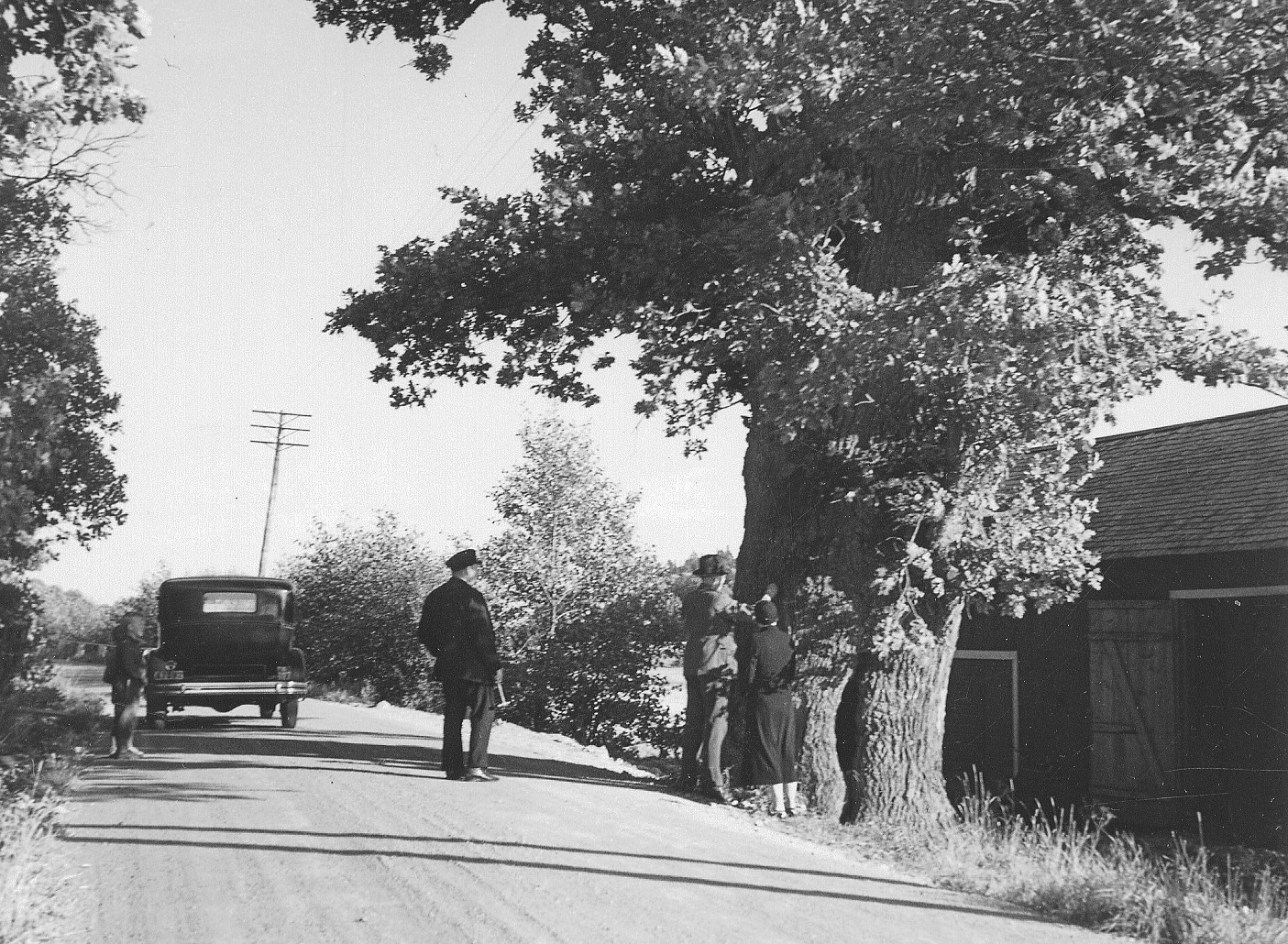
Hagstaeken 1933, mannen vid eken kan vara Rutger Sernander i färd med att spika fridlysningsplaketten på stammen.

Initiativtagare till det relativt stora antal naturminnen i Huddinge kommun var Huddinge hembygdsförening som i slutet av 1950- och början av på 1960-talet var aktiv med ansökningar om att bilda naturminnen i kommunen. Ibland var det även respektive markägare som stod för den inledande kontakten. Som jämförelse kan nämnas att det finns enbart två naturminnen i Stockholms kommun medan i hela länet existerar 138.
Samtliga naturminnen i Huddinge kommun är belägna i tättbebyggda områden och ofta på privata tomter. Några av kommunens äldsta ekar står i Segeltorp längs före detta Göta landsväg numera Gamla Södertäljevägen. Tack vare sitt läge intill en viktig färdväg fick de vara ifred när kommundelen började exploateras på 1930-talet. 
Det äldsta naturminnet i Huddinge är Hagstaeken vid Glömstavägen som skyddades redan 1933. Den är samtidigt kommunens största ek med en stamomkrets på 680 centimeter (mätt i brösthöjd). Skyddat är även en ekruin (död ek) som står nära Trångsunds station. Askar är sällsynta i kommunen, men en av dem är Sveriges näst största. Den står bland fruktträden i Vårby källas park och har en stamomkrets på 577 centimeter. Landets störta ask finns i Ekhammar i Västergötland. Den mättes år 1957 till 6,35 meter runt stammen.
Huddinges skyddade ekar är mellan 250 och 500 år gamla eftersom de har en omkrets i brösthöjd på över 3,14 meter. De uppfyller därmed även definitionen för "jätteträd". I samband med en inventering i Huddinge kommun år 2006 hittades 151 jätteekar. De är dock inte naturskyddade förutom de tio som beskrivs här. De flesta av kommunens jätteekar växer vid Sundby gård, Balingsta gård och Ågesta gård samt i Orlångens naturreservat. På lantmäteriets kartor har naturminnen märkts ut med ett kantigt, runskriftliknande B (biologiskt naturminne) respektive G (geologiskt naturminne).

## Kommunens elva naturminnen
| Bild | Adress                             | Fastighet          | Beslutsdatum     | Typ / särskilt namn      | Stamomkrets / mått       | Koordinater                                             |
| ---- | ---------------------------------- | ------------------ | ---------------- | ------------------------ | ------------------------ | ------------------------------------------------------- |
|      | Glömstavägen Glömsta               | Glömsta 4:1        | 10 oktober 1933  | Ek Hagstaeken            | 680 centimeter           | 59°13′53.5″N 17°56′3.6″Ö / 59.231528°N 17.934333°Ö      |
|      | Gamla Södertäljevägen Segeltorp    | Inspektorn 4       | 6 maj 1957       | Ek                       | 595 centimeter           | 59°16′36.05″N 17°55′49.82″Ö / 59.2766806°N 17.9305056°Ö |
|      | Gamla Södertäljevägen Segeltorp    | Höjden 118         | 22 januari 1960  | Ek (tre i rad)           | 445, 400, 360 centimeter | 59°16′49.37″N 17°57′6.5″Ö / 59.2803806°N 17.951806°Ö    |
|      | Dalvägen Segeltorp                 | Segeltorps gård 36 | 22 juni 1961     | Ek                       | 464 centimeter           | 59°16′45″N 17°57′08″Ö / 59.27917°N 17.95222°Ö           |
|      | Hjalmars väg Glömsta               | Glömsta 1:314      | 28 februari 1958 | Ek                       | 452 centimeter           | 59°14′40″N 17°55′45.5″Ö / 59.24444°N 17.929306°Ö        |
|      | Östorpsvägen Östorp och Ådran      | Björksättra 1:5    | 22 januari 1960  | Ek                       | 444 centimeter           | 59°9′25″N 18°0′30.17″Ö / 59.15694°N 18.0083806°Ö        |
|      | Vårby källa Vårby gård             | Vårby Gård 1:9     | 22 januari 1960  | Ask                      | 577 centimeter           | 59°15′26.4″N 17°52′57.6″Ö / 59.257333°N 17.882667°Ö     |
|      | Trångsundsvägen Trångsund          | Bonden 1           | 6 maj 1957       | Ek                       | 595 centimeter           | 59°13′37.98″N 18°8′3.3″Ö / 59.2272167°N 18.134250°Ö     |
|      | Storvretsvägen Trångsund           | Fållan 3:21        | 22 januari 1960  | Ekruin                   | 418 centimeter           | 59°13′36.6″N 18°8′0.3″Ö / 59.226833°N 18.133417°Ö       |
|      | Kyrkogårdsvägen Sjödalen-Fullersta | Tomtberga 3:22     | 1 februari 1960  | Flyttblock Biskopsstenen | 7x4x3,5 meter (lxbrxh)   | 59°14′17.53″N 17°59′15.67″Ö / 59.2382028°N 17.9876861°Ö |
|      | Ekstrandsvägen Högmora             | Högmora 2:4        | 22 januari 1960  | Flyttblock               | Ingen uppgift            | 59°14′7.72″N 18°2′2.07″Ö / 59.2354778°N 18.0339083°Ö    |